# Ioan Pambucol
Ioan Pambucol (n. 1896) a fost un ofițer român care a luptat în cel de-al Doilea Război Mondial. A comandat Regimentul 1 Vânători de Munte pe Frontul de Est, fiind grav rănit de o mină și pierzându-și un picior.
Generalul de brigadă Ioan Pambucol a fost trecut în cadrul disponibil la 9 august 1946, în baza legii nr. 433 din 1946, și apoi, din oficiu, în poziția de rezervă la 9 august 1947.

## Decorații
- Ordinul „Steaua României” în gradul de cavaler (8 iunie 1940)[2]
- Ordinul „23 August” clasa a IV-a (10 august 1964) „pentru merite deosebite în opera de construire a socialismului, cu prilejul celei de a XX-a aniversări a eliberării patriei”[3]